# プライスメーカー
プライスメーカーとは市場において、自社にとって有利な価格を設定できるような企業を指す経済学用語。
このような企業は、不完全競争が行われている市場において存在する経済主体であり、独占企業などがこれに当てはまる。これに対して、自ら価格の設定が行えない市場参加者のことはプライステイカーと言う。プライスメーカーは生産量を抑制して価格を上昇させたり、生産量を増加させるということで価格を引き下げるということができる。独占企業となっているならば、価格引下げによる需要増加や、価格引き上げのための生産抑制量が分かれ、このことから価格を決定している。